# Spesmilo

Le symbole du spesmilo, ₷.

Le spesmilo est une ancienne unité monétaire internationale, proposée par René de Saussure en 1907.
L'unité de base de cette monnaie est en fait le speso, le terme venant du mot français espèce. Les multiples sont le spesdeko, le spescento, et le spesmilo, valant respectivement 10, 100 et 1000 spesoj. La valeur d'un spesmilo est étalonné à 0,8 g d'or d'une pureté de 11/12 (22 carats), soit 0,733 g d'or fin. Ceci était équivalant à deux shillings britanniques, un rouble, un ¹⁄₂ dollar, ou encore 2,5 francs suisses.
Le spesmilo était géré par la Ĉekbanko Esperantista (eo), qui disparaît en 1918 à la suite de la mort de son fondateur Herbert F. Höveler (eo). Dans les années 1940, un nouveau projet de monnaie internationale apparait, le stelo.

## Pièces émises
Des pièces de 1 et 2 spesmiloj en argent ont été frappées en 1912 par les Holy Frères en Suisse pour commémorer les 25 ans de l'Espéranto. Il aurait été prévu de frapper des pièces de 10 spesmiloj en or, mais ceci n'a jamais été concrétisé.
Il a existé un exemplaire unique d'une pièce de 50 spesmiloj en or, qui était un don pour Louis-Lazare Zamenhof lors du congrès mondial d'espéranto de 1913. Depuis, on ne sait pas ce qu'il en est advenu.
Caractéristiques : 
| \| 1 spesmilo \| | \| 1 spesmilo \| | \| 1 spesmilo \|                                                                                       | \| 1 spesmilo \|                                                                                       | \| 1 spesmilo \| |
| --- | --- | --- | --- | ---------------- |
| Pièce d'un spesmilo de 1912 | | | |                  |
| Avers : Buste de Louis-Lazare Zamenhof, entouré du texte « D.RO L.L. ZAMENHOF », « AUTORO DE ESPERANTO » (Dr. Zamenhof, créateur de l'espéranto). | Avers : Buste de Louis-Lazare Zamenhof, entouré du texte « D.RO L.L. ZAMENHOF », « AUTORO DE ESPERANTO » (Dr. Zamenhof, créateur de l'espéranto). | Revers : Blason, valeur, et légendes « JUBILEO DE ESPERANTO » (Jubilé de l'espéranto) et « 1887-1912 » | Revers : Blason, valeur, et légendes « JUBILEO DE ESPERANTO » (Jubilé de l'espéranto) et « 1887-1912 » |                  |
| Masse 11 g | Alliage Ag 917 (Ag 11⁄12 – Cu 1⁄12) | Diamètre 28 mm                                                                                         | Épaisseur Inconnue                                                                                     |                  |
| Artiste(s) Holy Frères | Artiste(s) Holy Frères | Tranche Cannelée                                                                                       | Tranche Cannelée                                                                                       |                  |
| Millésimes 1912 | Millésimes 1912 | Masse d'argent fin 10,08 g                                                                             | Masse d'argent fin 10,08 g                                                                             |                  |
| 1 spesmilo | | | |                  |

| \| 2 spesmiloj \| | \| 2 spesmiloj \| | \| 2 spesmiloj \|                                                                                      | \| 2 spesmiloj \|                                                                                      | \| 2 spesmiloj \| |
| --- | --- | --- | --- | ----------------- |
| Pièce de deux spesmiloj de 1912 | | | |                   |
| Avers : Buste de Louis-Lazare Zamenhof, entouré du texte « D.RO L.L. ZAMENHOF », « AUTORO DE ESPERANTO » (Dr. Zamenhof, créateur de l'espéranto). | Avers : Buste de Louis-Lazare Zamenhof, entouré du texte « D.RO L.L. ZAMENHOF », « AUTORO DE ESPERANTO » (Dr. Zamenhof, créateur de l'espéranto). | Revers : Blason, valeur, et légendes « JUBILEO DE ESPERANTO » (Jubilé de l'espéranto) et « 1887-1912 » | Revers : Blason, valeur, et légendes « JUBILEO DE ESPERANTO » (Jubilé de l'espéranto) et « 1887-1912 » |                   |
| Masse 22 g | Alliage Ag 917 (Ag 11⁄12 – Cu 1⁄12) | Diamètre 36 mm                                                                                         | Épaisseur Inconnue                                                                                     |                   |
| Artiste(s) Holy Frères | Artiste(s) Holy Frères | Tranche Cannelée                                                                                       | Tranche Cannelée                                                                                       |                   |
| Millésimes 1912 | Millésimes 1912 | Masse d'argent fin 20,17 g                                                                             | Masse d'argent fin 20,17 g                                                                             |                   |
| 2 spesmiloj | | | |                   |